# 2-ossobutirrato di sodio
Il 2-ossobutirrato di sodio (o 2-chetobutirrato di sodio) è il sale di sodio dell'acido 2-ossobutirrico.
A temperatura ambiente si presenta come un solido biancastro dall'odore caratteristico (sgradevole). È un composto irritante.